# Gerbrand Bredero
Gerbrand Adriaensz o Adriaenszoon Bredero, Breero o Brederode (Ámsterdam, 16 de marzo de 1585-23 de agosto de 1618) fue un escritor neerlandés del Barroco.

## Biografía
Tercer hijo de Adriaen Cornelisz, zapatero, comerciante en cueros y agente inmobiliario, y Maryghen Gerbrandsd Bredero, su padre lo destinó a ser pintor en el taller de Frans Badens, un flamenco especialista en escenas mitológicas de tendencia italiana; el testamento de su padre menciona cuatro de sus cuadros, pero ninguno de ellos ha llegado hasta nosotros. Frecuentó ambientes de artistas y literatos, y en el círculo de Roemer Visscher conoció a eruditos como P. C. Hooft y Hugo Grocio. Bredero fue un poeta lírico del Siglo de Oro neerlandés que además se encuentra entre los mejores comediógrafos de su país. Aprendió en la escuela francés, y posiblemente inglés y latín. Quiso crear un teatro nacional siguiendo los modelos del teatro clásico español y produjo farsas y comedias ligeras imitando las de capa y espada, como Rodrigo y Alfonso (Rodrick en Alphonsus), Griane y El caballero mudo (De stomme Ridder), procedentes de los Palmerines españoles. También compuso las comedias Farsa de la vaca (De Klucht van de Koe), Simón sin dulzura (Sijmon sonder Soetigheyt) y la Farsa del molinero (De Klucht van de Molenaer), esta última sobre un tema que se halla en algunos fabliaux franceses y en el Liber facetiarum de Poggio Bracciolini. Transpuso el Eunuco de Terencio a la alegre y libertina Ámsterdam de su época con su obra Negrito (Het Moortje, 1615). Su obra maestra, la comedia El español Jerolimo de Brabante (1618), está inspirada en el tercer capítulo de la novela picaresca española Lazarillo de Tormes y se continúa representando en la actualidad. Reunió sus poemas en Gran cancionero bufo, amoroso y edificante (Boertigh Amoreus en Aendachtigh Groot Liedtbeck, 1622). En estos poemas canta su agitada vida sentimental, el arrepentimiento de sus pecados y su sincera devoción. Soltero, murió súbitamente a los treinta y tres años apenas recuperado de una pulmonía.

## Obras

### Tragedias
- Treur-spel van Rodd'rick ende Alphonsus (1616)
- Griane (1616)
- Lucelle (1616)
- Stommen ridder (1619)
- Angeniet (1623)

### Farsas
- De Klucht van den Molenaer (1618)
- De Klucht van de koe (1612) [Traducción española: "La farsa de la vaca", traducido por Ronald Brouwer e Ignacio García May; Madrid: Asociación de directores de escena de España, 1998.]
- Symen sonder soeticheydt (1619)
- De Hoochduytschen Quacksalver (1619)

### Comedias
- Moortje (1617)
- De Spaanschen Brabander Ierolimo (1618) [Traducción española: "El flamenco español"; traducido por Ronald Brouwer e Ignacio García May; Madrid: Asociación de directores de escena de España, 1998.]

### Lírica
- Tragische Historien (1612)
- Apollo (1615)
- Boertig, amoureus en aandachtig groot liedboek (1622)

- Datos: Q560740
- Multimedia: Gerbrand Adriaenszen Bredero / Q560740